# Бастьен, Самюэль
Самюэ́ль Кристофе́р Бастье́н Бинда́ (фр. Samuel Christopher Bastien Binda; 26 сентября 1996 года, Мё) — конголезский и бельгийский футболист, полузащитник нидерландского клуба «Фортуна». Выступал за сборную ДР Конго.

## Клубная карьера
Самюэль Бастьен начинал свою карьеру футболиста в бельгийском клубе «Андерлехт». 6 декабря 2014 года он дебютировал в Лиге Жюпиле, выйдя на замену после перерыва в гостевом поединке против команды «Мускрон-Перювельз». Сезон 2015/16 Бастьен на правах аренды провёл за команду итальянской Серии B «Авеллино 1912».
В конце августа 2016 года бельгиец перешёл в клуб итальянской Серии А «Кьево Верона». 30 апреля 2017 года он забил свой первый гол на высшем уровне, сравняв счёт в гостевом матче с «Дженоа».
8 августа 2024 года перешёл в нидерердандский клуб «Фортуна» из Ситтарда. 11 августа дебютировал в гостевом матче Эредивизи против «Гоу Эхед Иглза», выйдя на замену вместо Алена Халиловича на 85-й минуте.